# Roma Open 2006
Il Roma Open 2006 è stato un torneo di tennis facente parte della categoria ATP Challenger Series nell'ambito dell'ATP Challenger Series 2006. Il torneo si è giocato a Roma in Italia dal 1º al 7 maggio 2006 su campi in terra rossa.

## Vincitori

### Singolare
Oliver Marach ha battuto in finale  Adrian Ungur con il punteggio di 4–6, 6–4, 7–5

### Doppio
Konstantinos Economidis /  Amir Hadad hanno battuto in finale  Manuel Jorquera /  Giancarlo Petrazzuolo con il punteggio di 6–4, 4–6, [10–5]